# 利博霍拉 (圖爾卡區)
48°55′26″N 22°56′25″E / 48.92389°N 22.94028°E

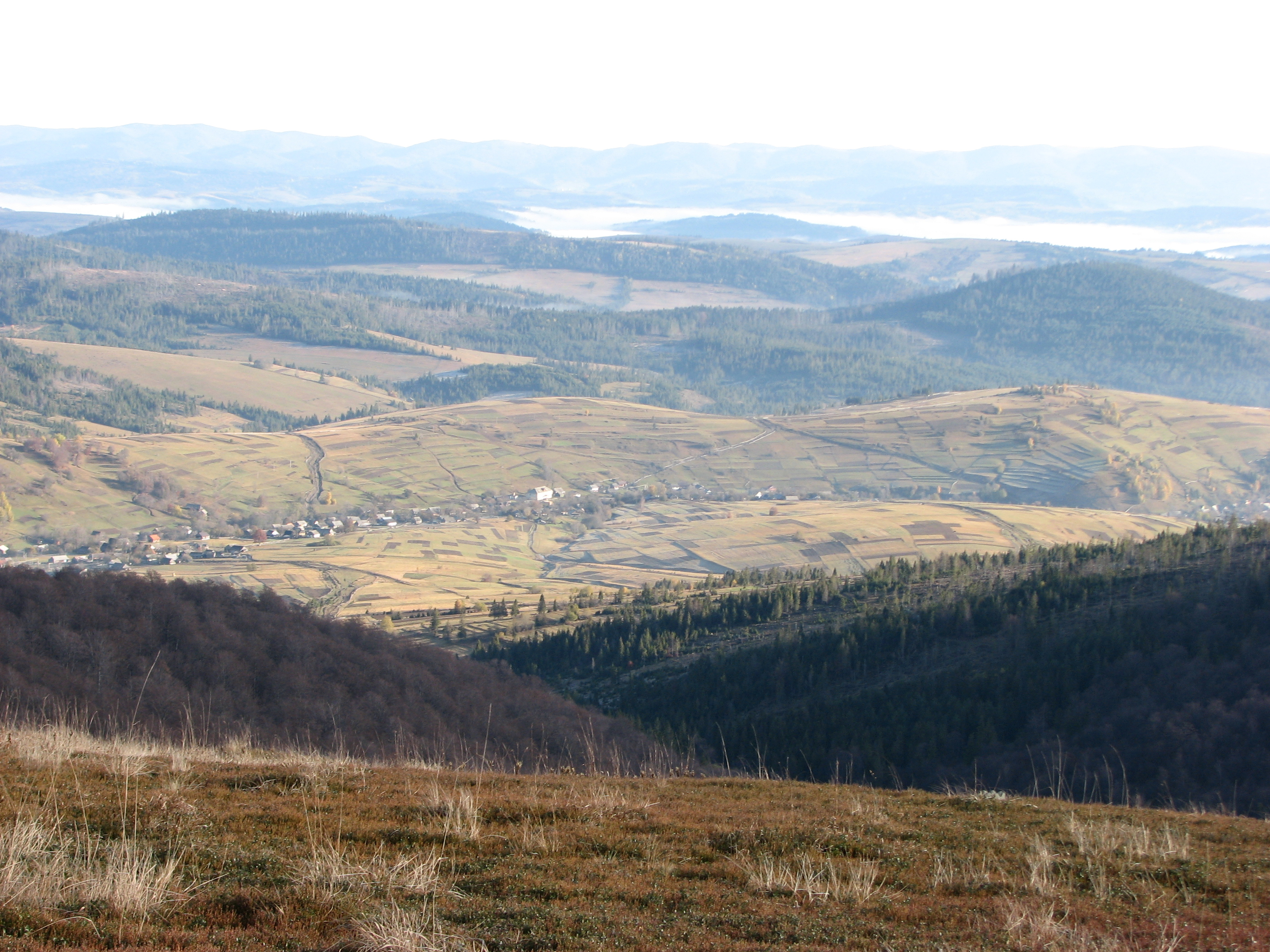

利博霍拉（烏克蘭語：Либохора），是烏克蘭西部的村莊，隸屬利維夫州的桑比爾區。該村始建於1553年，面積5.7平方公里，海拔高度694米，人口2,300，人口密度每平方公里403.86人。